# 969-Bewegung
Die 969-Bewegung (birmanisch ၉၆၉ လှုပ်ရှားမှု) ist eine buddhistische nationalistische Bewegung, die sich gegen die ihrer Ansicht nach stattfindende islamische Expansion im überwiegend buddhistischen Myanmar (Birma) wendet. Die drei Ziffern von 969 „symbolisieren die Tugenden des Buddha, die buddhistischen Praktiken und die buddhistische Gemeinschaft“. Die erste 9 steht für die neun besonderen Eigenschaften des Buddha, die 6 für die sechs besonderen Eigenschaften seines Dharma, der buddhistischen Lehre, und die letzte 9 steht für die neun besonderen Eigenschaften der buddhistischen Sangha (Mönchsgemeinschaft). Diese besonderen Attribute sind die Drei Juwelen des Buddha. In der Vergangenheit waren der Buddha, die Sangha, der Dharma, das Rad des Dharma und „969“ buddhistische Zeichen.
Die Bewegung hat innerhalb und außerhalb Myanmars heftige Reaktionen hervorgerufen. In den internationalen Medien ist sie auf Kritik gestoßen. Die Straits Times berichtete, dass Ashin Wirathu, der Anführer der Bewegung, auf die jüngsten antimuslimischen Gewalttaten mit dem Versprechen reagierte, sich für den Frieden einzusetzen, doch Kritiker blieben skeptisch.
Verschiedene Medienorganisationen haben die Bewegung als antimuslimisch oder „islamfeindlich“ bezeichnet. Die buddhistischen Unterstützer der Bewegung in Myanmar bestritten, dass sie antimuslimisch wären. Bhikkhu Wirathu erklärte, es handele sich um eine Schutzbewegung, die sich gegen „Bengalis, die ethnische Rakhine (Buddhisten) terrorisieren“, richtet. Alex Bookbinder verwies in der Zeitschrift The Atlantic auf die Ursprünge der Bewegung in einem Buch hin, das Ende der 1990er Jahre von Kyaw Lwin, einem Funktionär des Ministeriums für religiöse Angelegenheiten (englisch Ministry of Religious Affairs and Culture), verfasst wurde, und deren Grundsätze in einem traditionellen Glauben an die Numerologie wurzeln.
In ganz Südasien stellen Muslime den Satz „Im Namen Gottes, des Barmherzigen und Gnädigen“ mit der Zahl „786“ dar, und Unternehmen weisen mit dieser Zahl darauf hin, dass sie sich in muslimischem Besitz befinden. Die Befürworter der Zahl 969 sehen darin einen muslimischen Plan zur Eroberung Burmas im 21. Jahrhundert, basierend auf der Prämisse, dass 7 plus 8 plus 6 gleich 21 ist (wobei die Tatsache außer Acht gelassen wurde, dass man sich nach dem islamischen Kalender im Jahr 1434 befinden würde und es somit fast noch 600 Jahre dauert bis dies der Fall sein wird). Die Zahl 969 soll das kosmologische Gegenteil der Zahl 786 darstellen.

## Wirathu
Wirathu gilt als der oberster Beschützer der Bewegung. Es wurde berichtet, dass er den Boykott von Geschäften im Besitz von Muslimen befürworten würde. Wirathu hatte selbst erklärt, dass die Bewegung als Sündenbock behandelt wurde, indem sie zu Unrecht für Ereignisse wie die Unruhen im Rakhaing-Staat 2012 verantwortlich gemacht wurde, und behauptet, dass „969 nicht gewalttätig sei“. Die Asia Times Online beschrieb ihn als „komplexe Figur“, die Muslime verteufelt, aber auch gegen Polizeigewalt protestiert. In einem Artikel der Straits Times hieß es, eine Quelle hätte angedeutet, dass Wirathu seinen Ton geändert und „sich für den Frieden zwischen den Religionsgemeinschaften einsetzen“ würde.
Die Titelgeschichte der Time-Ausgabe vom 21. Juni 2013 nannte Wirathu „The Face of Buddhist Terror“. „Man kann voller Güte und Liebe sein, aber man kann nicht neben einem verrückten Hund schlafen“, sagte Wirathu in Bezug auf die Muslime. „Wenn wir schwach sind“, sagte er, „wird unser Land muslimisch werden“. „Einige Leute haben den Titel [des Time-Artikels] missverstanden… sie sehen darin eine Beleidigung der Religion“, sagte Dr. Yan Myo Thein, ein politischer Analyst. „Sie glauben, dass der Artikel den Buddhismus mit Terrorismus gleichsetzt.“ Nach der Veröffentlichung des Time-Artikels leugnete Wirathu die Verantwortung für antimuslimische Gewalt. Kurz darauf wurde die Time-Ausgabe vom Juni 2013, in der Wirathu vorgestellt wurde, in Myanmar verboten.
Die birmanische Regierung hatte gegen den Zeitschriftenartikel Einspruch erhoben. Die Behörden bestritten jedoch, dass sie den Mönch Wirathu verteidigen würden, sagten aber, „sie seien besorgt, dass der Artikel nach den jüngsten Unruhen zwischen Buddhisten und Muslimen Probleme verursachen könnte“. Der burmesische Präsident Thein Sein hatte Wirathu verteidigt und erklärte, „der Mönchsorden strebe nach Frieden und Wohlstand und der Bericht untergrabe die Bemühungen, das Vertrauen zwischen den Religionen wiederherzustellen.“ „Die Regierung bemühe sich derzeit gemeinsam mit religiösen Führern, politischen Parteien, Medien und der Bevölkerung darum, Myanmar (Birma) von unerwünschten Konflikten zu befreien,“ fügte er noch hinzu. Wirathu sagte, „dass der Time-Artikel nicht gegen den Buddhismus, sondern nur gegen ihn gerichtet war.“ In einem Interview mit der Zeitschrift The Irrawaddy behauptete er außerdem, „dass muslimische Extremisten hinter dem Artikel stünden und einen Dschihad gegen Birma planten.“
Hunderte von Demonstranten gingen am frühen Nachmittag des 30. Juni 2013 in Rangun auf die Straße, um friedlich gegen den Artikel des Time Magazine über Wirathu und die 969-Bewegung zu demonstrieren. Die marschierenden Mönche hielten ein Transparent hoch, auf dem stand, dass Wirathu „kein Terrorist, sondern ein Beschützer von Ethnie, Sprache und Religion“ sei. Ein Demonstrant, ein 51-jähriger Büroleiter, sagte gegenüber Mizzima News: „Das Time Magazine irrt sich. Er [Wirathu] ist friedlich. Jeder Mönch ist ein Friedensstifter. Die buddhistische Religion will die Brüderlichkeit mit allen.“
Im September 2014 nahm Wirathu an einer von der „buddhistischen Streitmacht“ Bodu Bala Sena organisierten „Großen Sangha-Konferenz“ in Colombo teil. Ashin Wirathu erklärte, „dass seine 969-Bewegung mit Bodu Bala Sena zusammenarbeiten würde.“

## Initiativen
Die Bewegung strebte ein Gesetz an, das buddhistischen Frauen die Heirat mit nicht-buddhistischen Männern ohne die Erlaubnis der örtlichen Behörden verbietet.
Dhammapiya, ein hochrangiger Mönch, der an der Ausarbeitung des ursprünglichen Gesetzesvorschlags mitgewirkt hatte, sagte, „die Gesetze sollten den Frieden zwischen den verschiedenen Glaubensrichtungen fördern und buddhistische Frauen davor schützen, zum Islam zu konvertieren, wenn sie muslimische Männer heiraten“.
Die religiösen Aufsichtsbehörden der Regierung unterstützen zwar den Schutz des buddhistischen Glaubens vor einer vermeintlichen islamischen Bedrohung, lehnten aber die rechtlichen Initiativen der 969-Bewegung ab und verboten die Gründung formeller Organisationen auf der Grundlage der 969-Grundsätze.